# Cot Kakak
Cot Kakak är ett berg i Indonesien.   Det ligger i provinsen Aceh, i den västra delen av landet, 1 800 km nordväst om huvudstaden Jakarta. Toppen på Cot Kakak är 305 meter över havet.
Terrängen runt Cot Kakak är varierad.Runt Cot Kakak är det ganska glesbefolkat, med 38 invånare per kvadratkilometer. I omgivningarna runt Cot Kakak växer i huvudsak städsegrön lövskog.